# Luding-Brücke

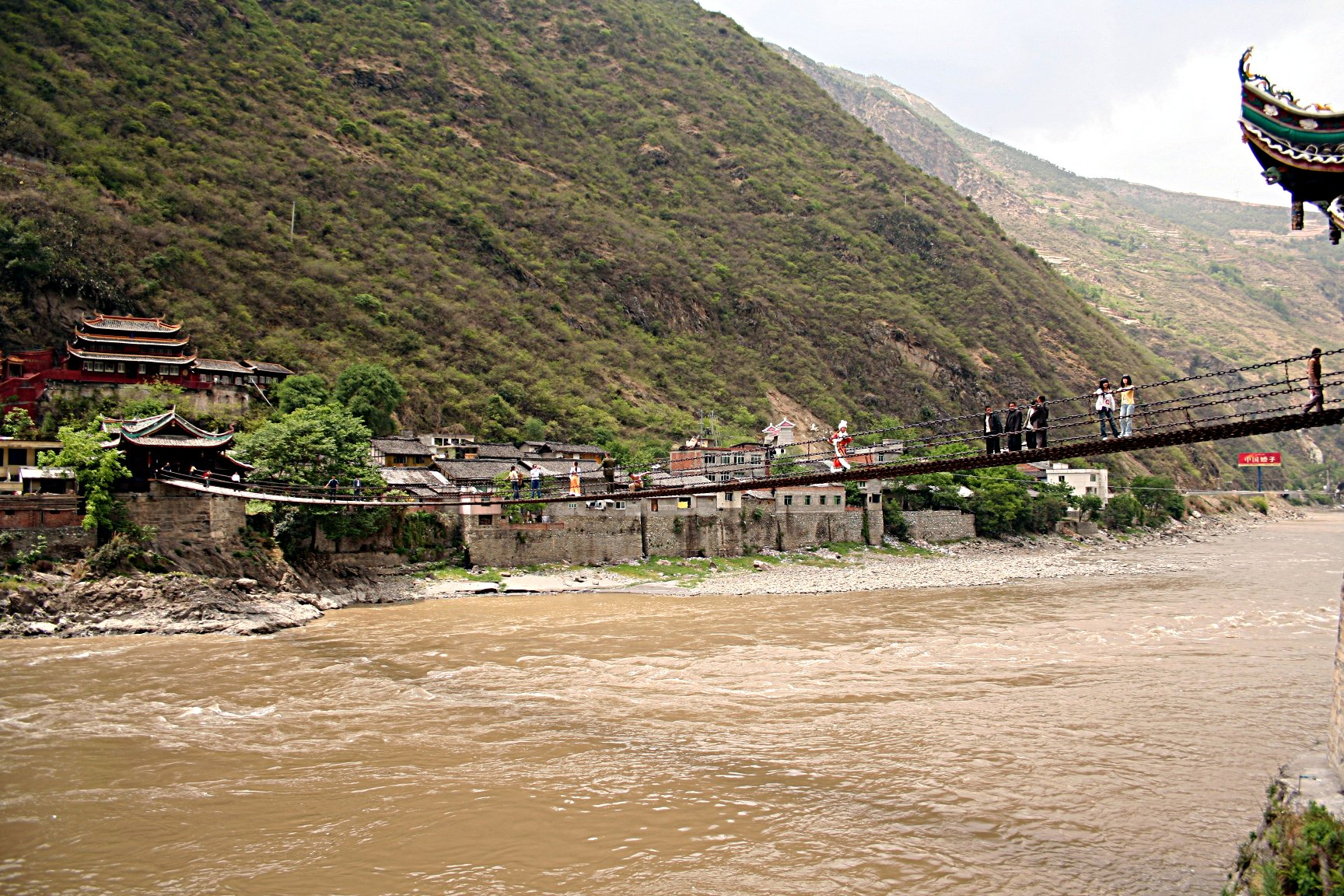
Luding-Brücke

Die Luding-Brücke (tibetisch: ལྕགས་ཟམ, Umschrift nach Wylie: lcags-zam; chinesisch 泸定桥, Pinyin Lúdìng Qiáo) im gleichnamigen Kreis Luding (Cagsam), Sichuan, China, ist eine Kettenbrücke über den Dadu-Fluss (Dadu He). 
Die Brücke wurde 1706 errichtet. Ihre Spannweite beträgt 100 m, sie ist 2,8 Meter breit und liegt ca. 14 Meter über dem Wasser. Sie besteht insgesamt aus 13 Eisenketten, von denen eine jede 2,5 Tonnen wiegt, und die in riesigen Steinpfeilern verankert sind. Neun parallel von Ufer zu Ufer gezogene Ketten sind mit Holzplanken belegt, 2 Ketten auf jeder Seite dienen als Geländer. Anfang des 20. Jahrhunderts wurde die Brücke renoviert, verstärkt und durch die seitlichen Ketten ergänzt.

Weg des Langen Marsches

Die Eroberung und Überquerung der Brücke durch Soldaten der Volksbefreiungsarmee Ende Mai 1935 zählt zu den großen, legendären Heldentaten des Langen Marsches. Den Truppen gelang es dadurch, ihnen nachsetzenden Kuomintang-Truppen zu entkommen.
Die Brücke steht seit 1961 auf der Liste der Denkmäler der Volksrepublik China (1-22).